# Crenicara
Crenicara — рід риб родини цихлові, налічує 2 види:
- Crenicara latruncularium Kullander & Staeck 1990
- Crenicara punctulatum (Günther 1863)